# Liste der Biografien/Los
Liste der Biografien |
Portal Biografien |
Personensuche
# |
A |
B |
C |
D |
E |
F |
G |
H |
I |
J |
K |
L |
M |
N |
O |
P |
Q |
R |
S |
T |
U |
V |
W |
X |
Y |
Z |
?
 
La |
Lb |
Lc |
Le |
Lg |
Lh |
Li |
Lj |
Ll |
Lm |
Lo |
Lp |
Lt |
Lu |
Lv |
Lw |
Lx |
Ly |
Lz
 
Loa |
Lob |
Loc |
Lod |
Loe |
Lof |
Log |
Loh |
Loi |
Loj |
Lok |
Lol |
Lom |
Lon |
Loo |
Lop |
Loq |
Lor |
Los |
Lot |
Lou |
Lov |
Low |
Loy |
Loz
Die Liste der Biografien führt alle Personen auf, die in der deutschsprachigen Wikipedia einen Artikel haben. Dieses ist eine Teilliste mit 420 Einträgen von Personen, deren Namen mit den Buchstaben „Los“ beginnt.

## Los
- Los, Costas (* 1955), griechischer Automobilrennfahrer
- Łoś, Jerzy (1920–1998), polnischer Mathematiker
- Łoś, Mariusz (* 1982), polnischer Ringer
- Los, Sergio (1934–2024), italienischer Architekt und Hochschullehrer
- Łoś, Urszula (* 1994), polnische Bahnradsportlerin
- Łoś, Włodzimierz (1849–1888), polnischer Maler

### Losa
- Losa, Alfonso (* 1971), deutscher Schauspieler
- Losa, Ilse (1913–2006), deutsch-portugiesische Schriftstellerin
- Losa, Isabella (1473–1546), Nonne und Theologin
- Losa, Jeannette (* 1962), Schweizer Politikerin (Grüne)
- Losa, Jewgenija Fjodorowna (* 1984), russische Schauspielerin
- Losa, Pedro (* 1976), spanischer Fußballtrainer
- Losa, Petro (* 1979), ukrainischer Ordensgeistlicher, ukrainisch griechisch-katholischer Bischof von Sokal-Schowkwa
- Losacker, Ludwig (1906–1990), deutscher Jurist, SS-Führer sowie Funktionär von Wirtschaftsverbänden
- Losada, Alberto (* 1982), spanischer Radrennfahrer
- Losada, José Manuel (* 1962), spanischer Literaturwissenschaftler, Kulturkritiker und Hochschullehrer
- Losada, Julio (* 1950), uruguayischer Fußballspieler
- Losada, Vicky (* 1991), spanische Fußballspielerin
- Losang, Jamcan (* 1957), chinesischer Politiker, Vorsitzender der Regierung des Autonomen Gebiets Tibet
- Losange, Paméra (* 2002), französische Sprinterin
- Losanow Goranow, Kamen (* 1948), bulgarischer Ringer
- Losanow, Georgi (1926–2012), bulgarischer Pädagoge und Psychologe
- Losanow, Michail (1911–1994), bulgarischer Fußballspieler
- Losansky, Rolf (1931–2016), deutscher Regisseur und DrehbuchautorRolf Losansky (1931–2016)

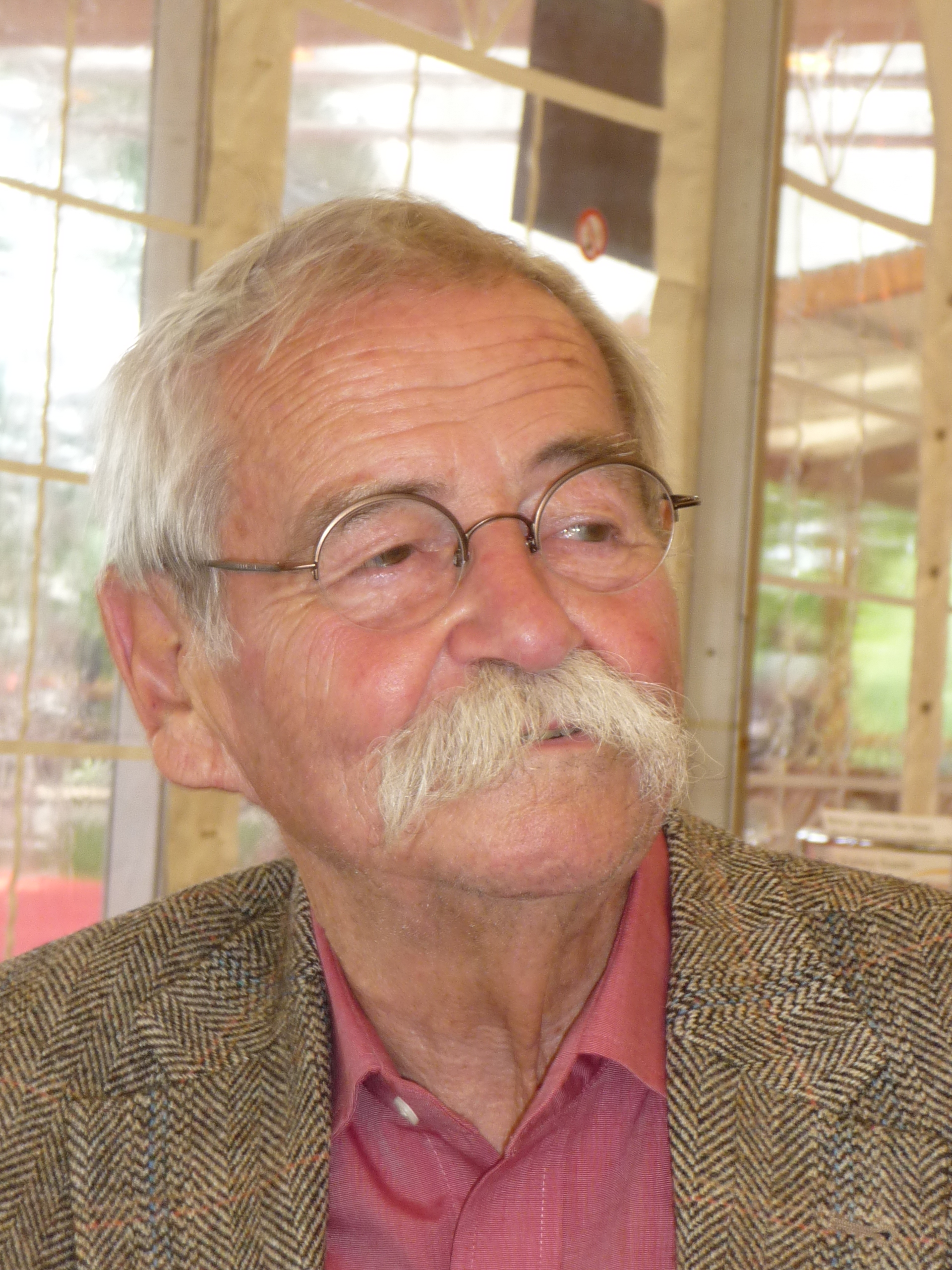
Rolf Losansky (1931–2016)

- Losavio, Francesco, italienischer Jazzmusiker (Kontrabass, Komposition)

### Losc
- Lösch, August (1906–1945), deutscher Wirtschafts- und Sozialwissenschaftler
- Lösch, Augustin (1471–1535), bayerischer Staatsmann
- Losch, Bernhard (* 1942), deutscher Jurist
- Lösch, Bettina (* 1972), Politikwissenschaftlerin und Hochschullehrerin
- Lösch, Brigitte (* 1962), deutsche Politikerin (Bündnis 90/Die Grünen), MdL
- Losch, Claudia (* 1960), deutsche Kugelstoßerin und Olympiasiegerin
- Lösch, Claudia (* 1988), österreichische Behindertensportlerin und Paralympics-MedaillengewinnerinClaudia Lösch (* 1988)

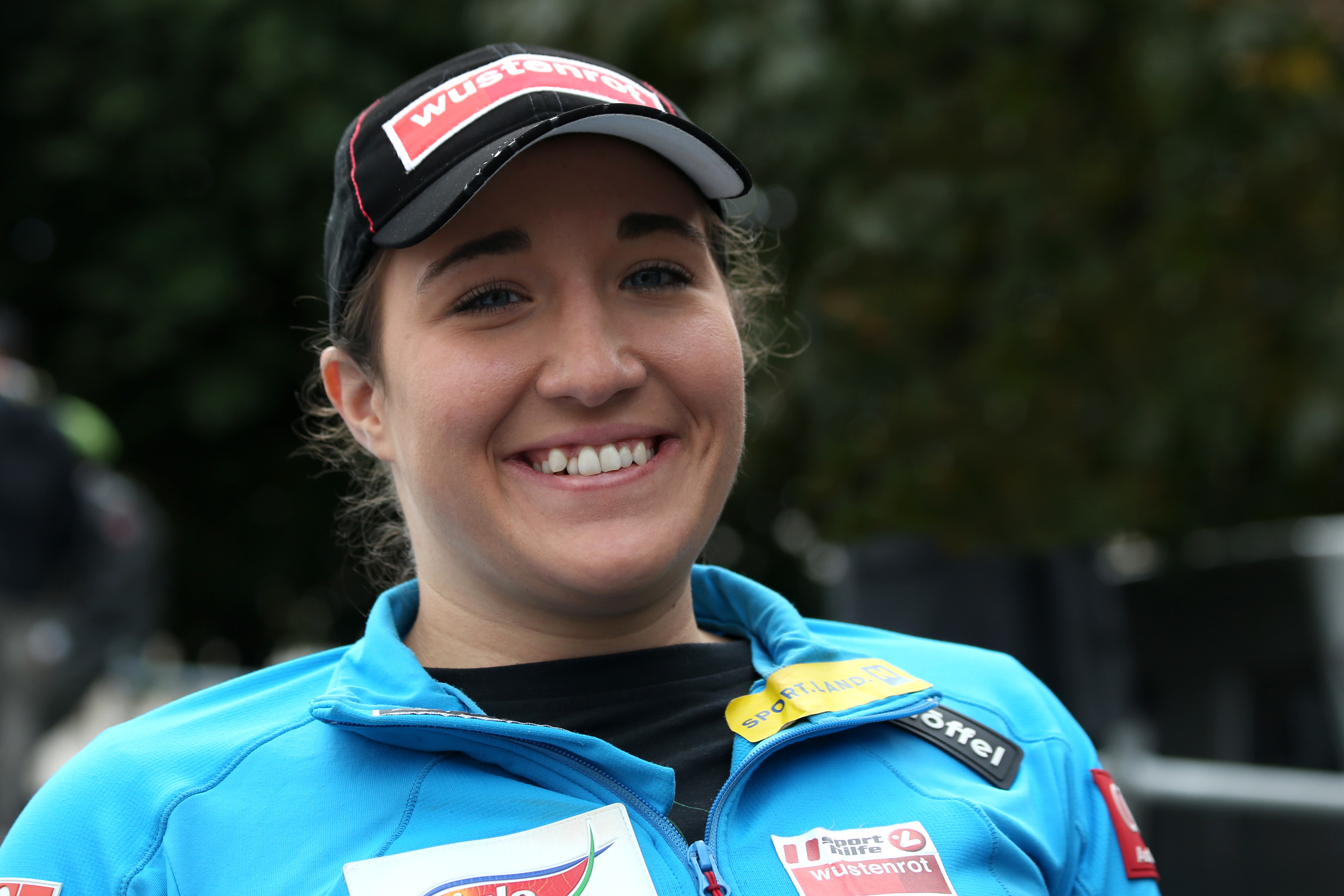
Claudia Lösch (* 1988)

- Lösch, Conny (* 1969), deutsche Übersetzerin
- Lösch, Dorothea Maria (1730–1799), erster weiblicher Kapitän Schwedens
- Losch, Ferdinand von (1843–1912), preußischer Oberst und Kammerherr
- Losch, Friedrich (1860–1936), deutscher evangelischer Geistlicher und Volks- und Landeskundler
- Lösch, Friedrich (1903–1982), deutscher Mathematiker
- Losch, Hartmut (1943–1997), deutscher Leichtathlet und Olympiateilnehmer
- Losch, Helmut (1947–2005), deutscher Gewichtheber
- Losch, Henri (1931–2021), luxemburgischer Lehrer, Schauspieler, Schriftsteller, Übersetzer, Drehbuchautor und Linguist
- Losch, Hermann (1863–1935), deutscher Nationalökonom, Statistiker, Hochschullehrer und evangelischer Geistlicher
- Lösch, Joachim (* 1971), deutscher Jazzmusiker (Trompeter)
- Losch, Jochen (* 1981), deutscher Basketballspieler
- Losch, Johann Friedrich Wilhelm von (1753–1817), preußischer Gutsbesitzer, Rittmeister und Landrat
- Losch, Josef (1900–1945), deutscher römisch-katholischer Geistlicher und Opfer der NS-Kriegsjustiz
- Losch, Jürgen (* 1959), deutscher Flottillenadmiral der Bundeswehr
- Losch, Karl-Heinz (1942–2012), deutscher Rollkunstläufer und Kommunalpolitiker
- Losch, Katja (* 1972), deutsche Journalistin und Fernsehmoderatorin
- Losch, Kurt (1889–1944), deutscher Maler und Grafiker
- Lösch, Leo († 1559), deutscher Geistlicher und Freisinger Fürstbischof
- Lösch, Lisa (* 1996), deutsche Fußballspielerin
- Losch, Liselotte (1917–2011), deutsche Opernsängerin (Sopran)
- Losch, Manfred (1938–2009), deutscher Leichtathlet und Olympiateilnehmer
- Lösch, Marian (* 1990), deutscher Schauspieler
- Lösch, Mario (* 1989), österreichischer Fußballspieler
- Lösch, Markus (* 1971), deutscher Fußballspieler und -funktionär
- Losch, Mike (* 1974), deutscher Eishockeyspieler
- Losch, Norbert (* 1941), deutscher Schauspieler
- Losch, Philipp (1869–1953), deutscher Historiker und Bibliothekar
- Lösch, Rainer (* 1944), deutscher Botaniker und Hochschullehrer
- Lösch, Robert, Theaterschauspieler und Librettist
- Lösch, Stephan (1881–1966), deutscher römisch-katholischer Priester, Theologe, Kirchenhistoriker und Hochschullehrer
- Losch, Susanne (* 1966), deutsche Leichtathletin
- Lösch, Susen (* 1993), deutsche Orientierungsläuferin
- Losch, Tilly (1903–1975), österreichisch-amerikanische Tänzerin, Schauspielerin und MalerinTilly Losch (1903–1975)

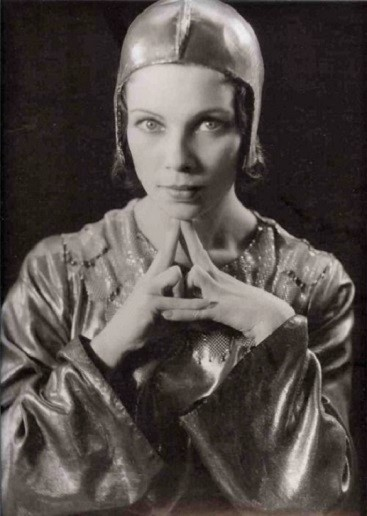
Tilly Losch (1903–1975)

- Lösch, Volker (* 1963), deutscher Theaterregisseur
- Losch, Werner (* 1932), deutscher Fußballspieler
- Lösch, Wilhelm (1518–1572), bayerischer Jurist und Geheimer Rat
- Lösch, Wolfram (* 1982), deutscher Skeletonpilot und aktueller Skeleton-Trainer
- Loschak, Marina Dewowna (* 1955), russische Museumsdirektorin
- Löschau, Siegbert (1929–2014), deutscher Politiker (SED), Minister für chemische Industrie der DDR
- Löschburg, Winfried (1932–2021), deutscher Historiker und Bibliothekar
- Lösche, Alexander (1910–2005), deutscher Produktionsleiter bei der DEFA
- Lösche, Artur (1921–1995), deutscher Physiker
- Lösche, Bruno (1898–1963), deutscher Politiker (SPD) und Widerstandskämpfer gegen das NS-Regime
- Lösche, Dora (1906–1985), deutsche Politikerin (SPD), MdA
- Lösche, Ernst (1923–2010), deutscher Keramiker
- Lösche, Gustav Eduard (1821–1879), sächsischer Physiker und Naturforscher
- Lösche, Horst (* 1944), deutscher Badmintonspieler
- Lösche, Karl (1887–1964), deutscher Bildhauer
- Lösche, Peter (1939–2016), deutscher Politikwissenschaftler
- Lösche, Sophia (1990–2018), deutsche politische Aktivistin
- Lösche, Viktoria (* 1952), deutsche Lyrikerin
- Loschek, Ingrid (1950–2010), österreichische Modehistorikerin
- Loschek, Johann (1845–1932), Kammerdiener des Kronprinzen Rudolf von Österreich-UngarnJohann Loschek (1845–1932)

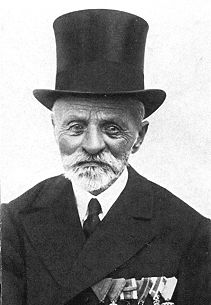
Johann Loschek (1845–1932)

- Löschel, Andreas (* 1971), deutscher Ökonom und Hochschullehrer
- Löschel, Hannes (* 1963), österreichischer Musiker und Komponist
- Loschelder, Doretta Maria (* 1944), deutsche Diplomatin
- Loschelder, Friedrich (* 1968), deutscher Jurist und Richter am Bundesfinanzhof
- Loschelder, Gabriele (* 1962), deutsche Malerin, DJ, Musikerin, Plattenlabel- und Clubbetreiberin
- Loschelder, Wilhelm (1900–1989), deutscher Jurist und Verwaltungsbeamter
- Loschelder, Wolfgang (1940–2013), deutscher Verwaltungsrechtler und Staatskirchenrechtler
- Loschen, Simon (1818–1902), deutscher Architekt, Neugotiker
- Löschenkohl, Bernhard (* 1911), deutscher Journalist, Romanautor und Nationalsozialist
- Löschenkohl, Hieronymus (1692–1755), deutscher Großkaufmann und Bankier
- Löschenkohl, Hieronymus († 1807), österreichischer Maler und Kupferstecher
- Löscher, Abraham (1520–1575), deutscher Humanist, Dichter und Rechtswissenschaftler
- Löscher, Carl Immanuel (1750–1813), deutscher Konstrukteur und der Erfinder der Mammutpumpe
- Löscher, Caspar (1636–1718), deutscher lutherischer Theologe, Hochschullehrer, Universitätsrektor
- Löscher, Dominik (1877–1941), österreichischer Schauspieler
- Löscher, Friedrich Hermann (1860–1944), Pfarrer und Heimatforscher des Erzgebirges
- Löscher, Hans (1881–1946), deutscher Reformpädagoge und Schriftsteller
- Löscher, Hans (1911–1999), deutscher Sänger, Schauspieler, Conferencier, Gastspieldirektor und Gründer des Verbandes der Rundfunkhörer
- Löscher, Hermann (1888–1967), deutscher Jurist und Historiker
- Löscher, Johann Kaspar (1677–1751), deutscher evangelischer Theologe
- Löscher, Klaus (* 1939), deutscher Fußballspieler
- Löscher, Martin Gotthelf († 1735), deutscher Physiker und Mediziner
- Löscher, Matthias (* 1982), österreichischer Musiker und Komponist
- Löscher, Otto (1910–1970), deutscher Richter am Bundesgerichtshof
- Löscher, Peter (* 1938), deutscher Theaterregisseur
- Löscher, Peter (* 1957), österreichischer ManagerPeter Löscher (* 1957)

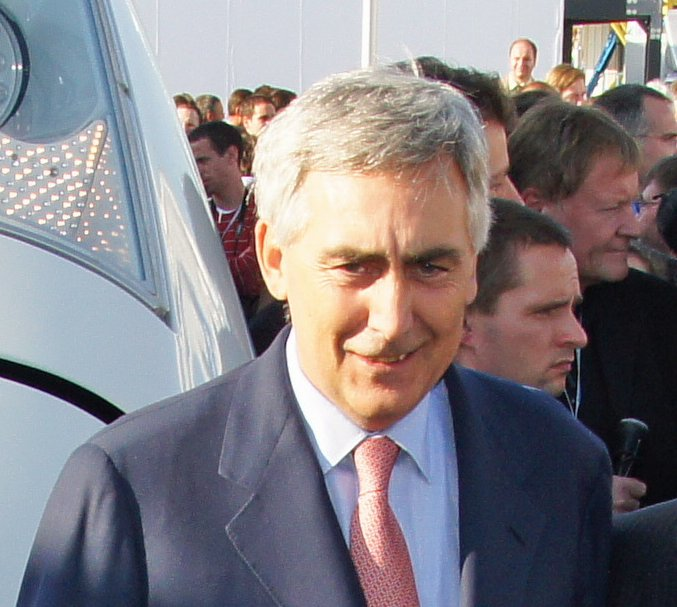
Peter Löscher (* 1957)

- Löscher, Richard (* 1860), deutscher Gutsbesitzer und Politiker, MdR
- Loscher, Sebastian († 1551), deutscher Bildhauer und Architekt
- Löscher, Valentin Ernst (1673–1749), lutherischer Theologe; Superintendent in Dresden
- Löscher, Werner (* 1939), deutscher Fußballspieler
- Loscher-Frühwald, Friedrich (* 1941), deutscher Politiker (CSU), MdL
- Loschert, Oswald (1704–1785), deutscher Prämonstratenserabt
- Loschetter, Viviane (* 1959), luxemburgische Politikerin (Déi Gréng), Mitglied der Chambre
- Loschge, August (1881–1965), deutscher Maschinenbauingenieur und Hochschullehrer
- Loschge, Friedrich Heinrich (1755–1840), deutscher Mediziner und Hochschullehrer
- Löschhorn, Albert (1819–1905), deutscher Komponist, Pianist und Klavierpädagoge
- Loschi, Antonio († 1441), italienischer Humanist, Philologe, Dichter und Historiker
- Löschin, Matthias Gotthilf (1790–1868), deutscher Lehrer und Historiker
- Loschinski, Lew Iljitsch (1913–1976), sowjetischer Schachkomponist
- Löschke, Franz (* 1989), deutscher Duathlet und Triathlet
- Löschke, Jessica (* 2000), deutsche Skilangläuferin
- Löschke, Knut (* 1950), deutscher Unternehmer
- Löschke, Lutz (* 1940), deutscher Radrennfahrer
- Loschkin, Aljaksej (* 1974), belarussischer Eishockeyspieler
- Loschkin, Borys (* 1971), ukrainischer Leiter der ukrainischen Präsidialverwaltung, Mitglied des Nationalen Sicherheitsrates der Ukraine, Medienunternehmer
- Loschkin, Sergei (* 1968), sowjetischer, russischer und kasachischer Biathlet und Langläufer
- Loschkin, Sergei Andrejewitsch (* 1951), sowjetisch-russischer Mathematiker, Kybernetiker und Hochschullehrer
- Loschky, Eva (* 1953), deutsche Autorin
- Loschky, Nadja (* 1983), deutsche Musiktheaterregisseurin
- Löschmann, Detlef (* 1958), deutscher Rundfunkjournalist, Dozent, Medientrainer und App-Entwickler
- Löschmann, Martin (* 1935), deutscher Germanist, Anglist, Philologe und Pädagoge
- Loschmidt, Josef (1821–1895), österreichischer Physiker und ChemikerJosef Loschmidt (1821–1895)

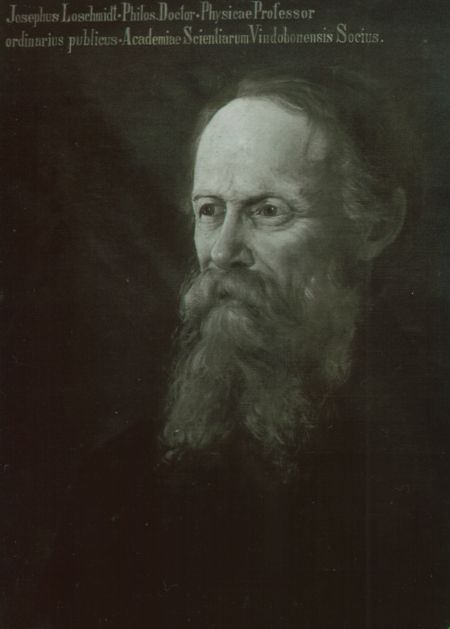
Josef Loschmidt (1821–1895)

- Löschnak, Franz (* 1940), österreichischer Jurist und Politiker (SPÖ), Abgeordneter zum Nationalrat
- Löschner, Dieter (* 1931), deutscher Fußballspieler
- Löschner, Dirk (* 1966), deutscher Theaterschauspieler, -regisseur und -intendant
- Löschner, Ernst (* 1929), deutscher Chorleiter in Hamburg
- Löschner, Ernst (1943–2024), österreichischer Bankmanager
- Löschner, Josef von (1809–1888), österreichischer Mediziner
- Löschner, Julian (* 1996), deutscher Fußballspieler
- Löschner, Louis (1881–1959), deutscher Architekt und Möbeldesigner
- Löschnig, Josef (1872–1949), österreichischer Landesobstbauinspektor, Hofrat und Gartenbauautor
- Löschnigg, Hanns (1863–1931), österreichischer Arzt und Heimatforscher
- Löschnigg, Joseph, österreichischer Richter und Politiker
- Loschnigg, Marie (* 2002), österreichische Radsportlerin
- Löschper, Gabriele (* 1954), deutsche Psychologin
- Loschtschinina, Swetlana Michailowna (1944–1988), sowjetische Schauspielerin
- Loschütz, Gert (* 1946), deutscher Schriftsteller
- Losco, Ira (* 1981), maltesische SängerinIra Losco (* 1981)

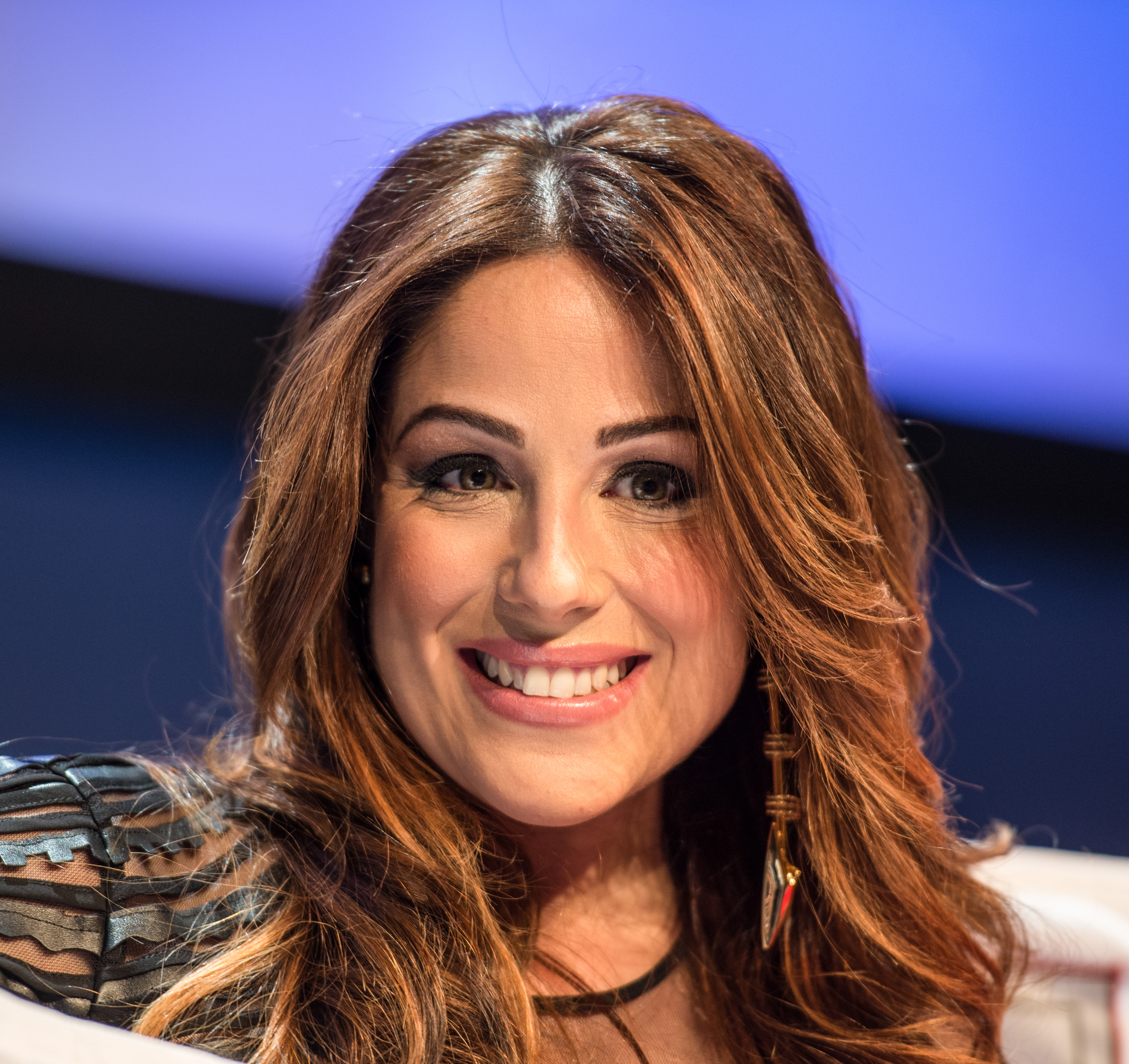
Ira Losco (* 1981)

- Loscutoff, Jim (1930–2015), US-amerikanischer Basketballspieler

### Lose
- Lose, Friedrich (1776–1833), deutscher Landschaftsmaler, Zeichner, Kupferstecher und Lithograf
- Lose, Johann Jacob de (1755–1813), deutscher Maler
- Lose, Stephanie (* 1982), dänische Politikerin (Venstre)
- Loseby, Edward Thomas (1817–1890), englischer Uhrmacher
- Losee, Harry (1901–1952), US-amerikanischer Choreograf
- Lòsego, Giorgio (* 1948), italienischer Theater- und Filmregisseur sowie Schauspieler
- Lošek, Fritz (* 1957), österreichischer Latinist und Landesschulinspektor in Niederösterreich
- Lošek, Josef (1912–1991), tschechoslowakischer Radrennfahrer
- Lösekann, Arne (* 1977), deutscher Konzept- und Installationskünstler und Architekt
- Lösekanne, Burchard (1604–1654), deutscher Kaufmann
- Löseke, Alfons (1932–2021), deutscher Politiker (CDU), MdL
- Loseke, Donileen (* 1947), US-amerikanische Soziologin und Hochschullehrerin
- Lösekrug-Möller, Gabriele (* 1951), deutsche Politikerin (SPD), MdB
- Lösel, Andreas (* 1983), deutscher Schwimmsportler
- Lösel, Christian (* 1974), deutscher Kommunalpolitiker der CSU
- Lösel, Franz (1883–1951), österreichischer Turbineningenieur und Hochschullehrer
- Lösel, Friedrich (* 1945), deutscher Psychologe und Kriminologe
- Lösel, Manuel (* 1965), deutscher Schulleiter und StaatssekretärManuel Lösel (* 1965)

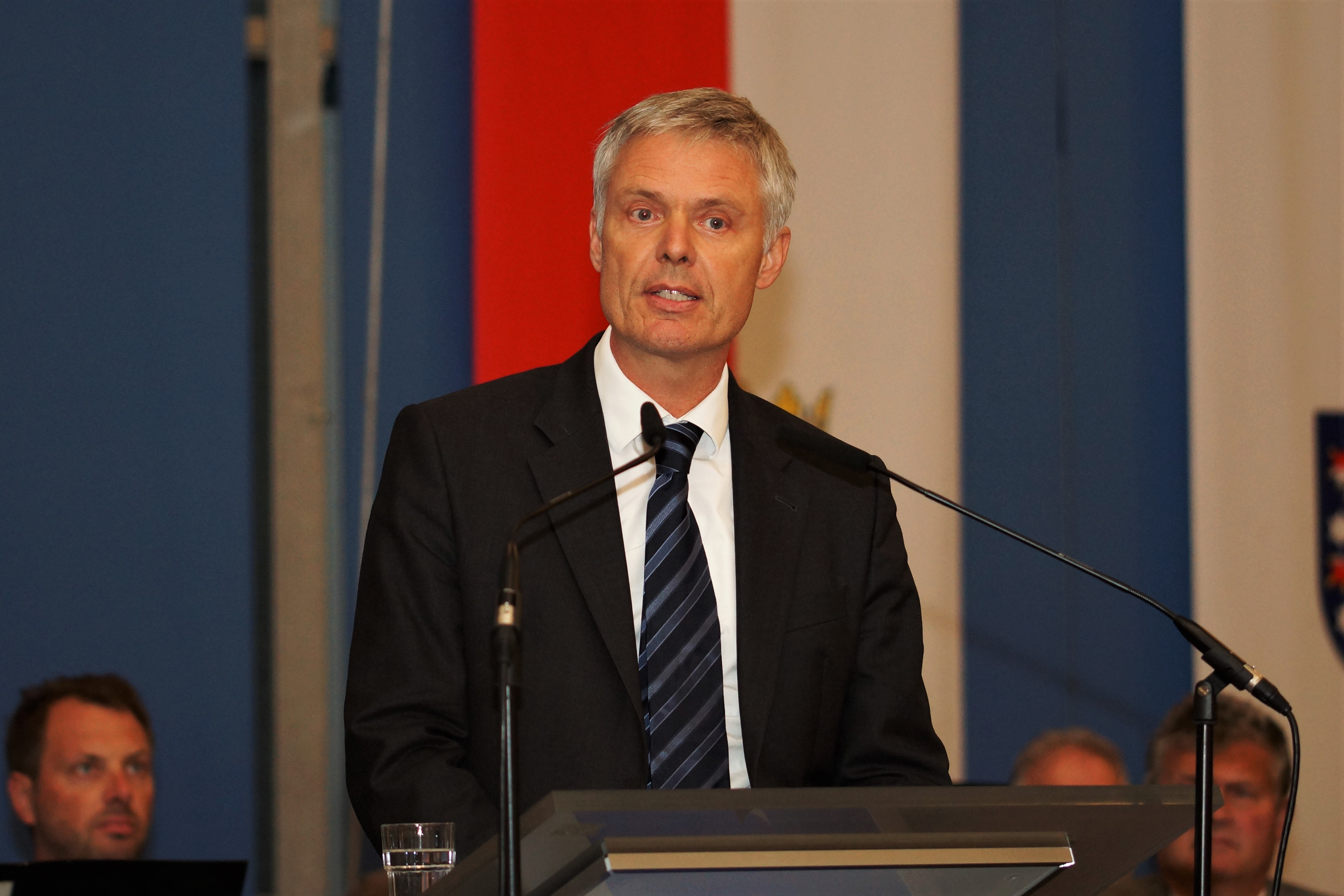
Manuel Lösel (* 1965)

- Lösel, Michael (* 1957), deutscher Autor, Musiker und Zeichner
- Losemann, Gerhard (* 1938), deutscher Künstler und Kunstsammler
- Losemann, Volker (* 1942), deutscher Althistoriker
- Losemannus, Bürgermeister von Dresden
- Losen, Knut (* 1968), deutscher Filmproduzent
- Lösenbeck, Hans-Dieter (1934–2020), deutscher Journalist
- Lösener, Bernhard (1890–1952), deutscher Jurist
- Losenhausen, Joseph (1852–1919), deutscher Kaufmann und Unternehmer
- Losenhausen, Paul (1880–1944), deutscher Jurist und Politiker (DVP), MdL
- Losenstein, Dietmar von († 1577), Landeshauptmann von Oberösterreich
- Losenstein, Franz Anton von (1642–1692), österreichischer Dompropst und Titularbischof
- Losenstein, Georg von († 1509), Landeshauptmann der Steiermark, Landeshauptmann von Oberösterreich
- Löser, Alexander (* 1976), deutscher Informatiker und Hochschullehrer
- Löser, Christa (1926–2012), deutsche Schauspielerin
- Löser, Christian Friedrich (1738–1783), kursächsischer wirklicher Geheimer Rat und Obersteuereinnehmer, Erbmarschall
- Löser, Claus (* 1962), deutscher Filmhistoriker
- Löser, Conrad, Erbmarschall der Kursachsen
- Löser, Dam, Erbmarschall der Kursachsen
- Löser, Eckhard (1938–2011), deutscher Biochemiker
- Löser, Eustachius Friedrich von (1699–1775), kursächsischer Generalmajor und Festungskommandant
- Löser, Eustachius von (1585–1634), kursächsischer Generalmajor
- Löser, Eva (* 1992), deutsche Schauspielerin und Sängerin
- Löser, Frank (* 1944), deutscher Agrarwissenschaftler und Sachbuchautor (Regionalgeschichte)
- Loser, Franz (1862–1923), österreichischer Politiker, Landesrat und Landtagsabgeordneter von Vorarlberg
- Löser, Franz (1889–1953), österreichischer Schauspieler und Mundartdichter
- Löser, Freimut (* 1954), deutscher germanistischer Mediävist
- Löser, Fritz (1893–1973), deutscher Politiker (NSDAP), Landrat
- Loser, Gabriel (1701–1785), Benediktinermönch, Kunstschreiner und Bildhauer
- Löser, George, Erbmarschall der Kursachsen
- Löser, Günther, Erbmarschall der Kursachsen
- Löser, Hans († 1373), Erbmarschall der Kursachsen
- Löser, Hans, Erbmarschall der Kursachsen
- Löser, Hans (1590–1644), Erbmarschall der Kursachsen
- Löser, Hans (1704–1763), kursächsischer Kabinettsminister, wirklicher Geheimer Rat und Erbmarschall
- Löser, Hans-Joachim (1918–2001), deutscher Berufsoffizier
- Löser, Heinrich (Erbmarschall, † um 1440), Erbmarschall der Kursachsen
- Löser, Heinrich (Erbmarschall), Erbmarschall der Kursachsen
- Löser, Heinrich († 1493), Landvogt und Erbmarschall der Kursachsen
- Löser, Johann (1937–2020), österreichischer Fußballspieler und -trainer
- Loser, Joseph Carlton (1892–1984), US-amerikanischer Politiker
- Loser, Karin (* 1968), deutsche Biologin und Immunologin
- Löser, Magnus, Stammvater des Adelsgeschlechts Löser
- Löser, Manig (* 1988), deutscher Pokerspieler
- Löser, Maximilian (* 1953), deutscher Schauspieler und Hörspielsprecher
- Löser, Sara (* 1995), deutsche Fußballspielerin
- Löser, Thammo († 1503), deutscher Jurist, Kanoniker, Archidiakon und Domscholastiker
- Löser, Thomas (* 1972), deutscher Politiker (Bündnis 90/Die Grünen), MdLThomas Löser (* 1972)

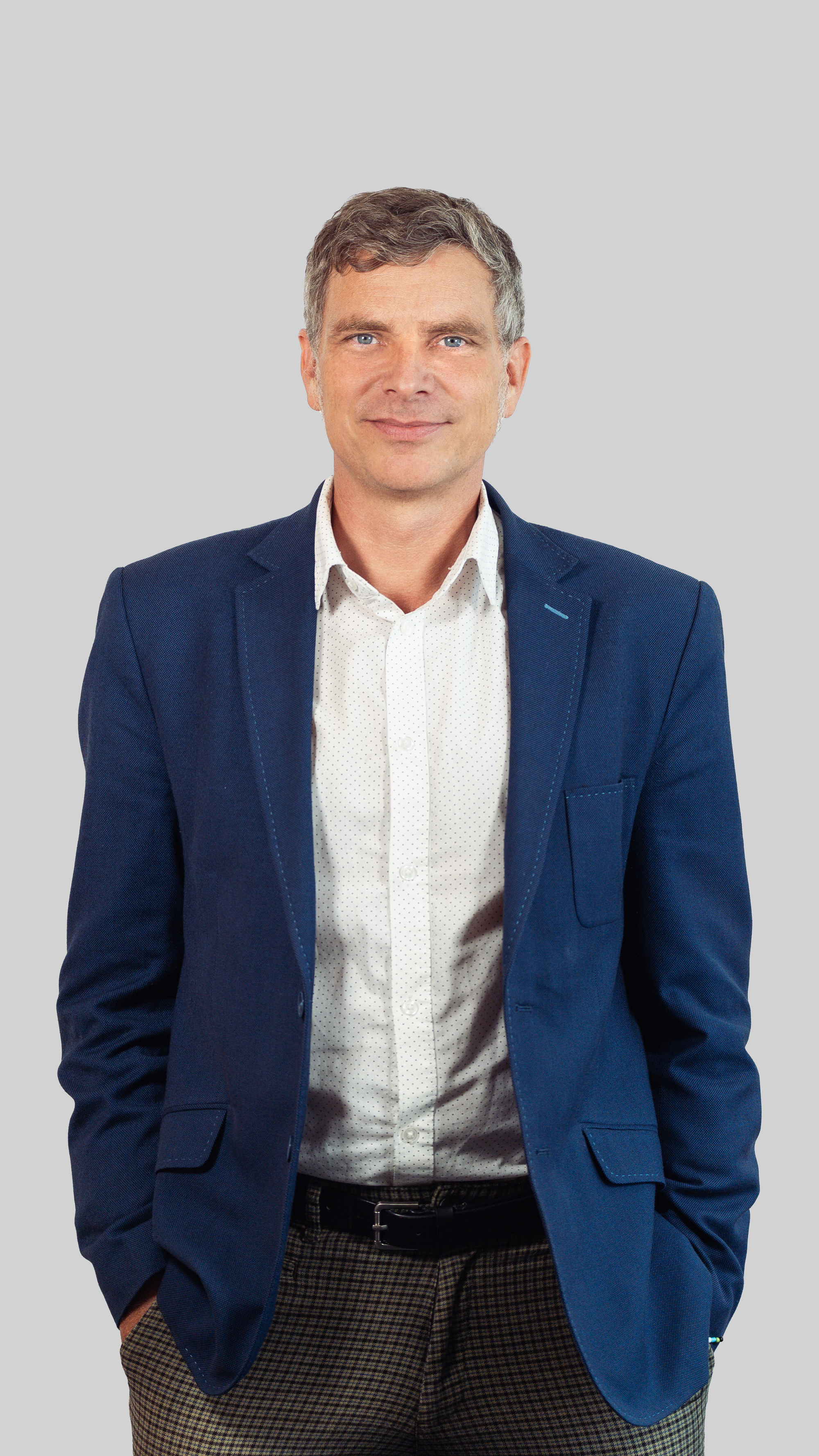
Thomas Löser (* 1972)

- Löser, Timo (* 1999), deutscher Handballspieler
- Löser, Werner (* 1940), deutscher Geistlicher, römisch-katholischer Theologe und Dogmatiker
- Löser, Wolf-Dieter (* 1949), deutscher Offizier des Heeres der Bundeswehr, zuletzt Generalleutnant
- Löser, Wolff (1628–1653), Erbmarschall von Kursachsen
- Losert, Dieter (* 1940), österreichischer Ruderer
- Losert, Dirk (* 1964), deutscher Fußballspieler
- Losert, Gerd (* 1934), deutscher Fußballspieler
- Losert, Hans (* 1956), deutscher Mittelalterarchäologe
- Losert, Hans-Georg (* 1939), deutscher Glaser, Glasmaler und Glasrestaurator
- Losert, Heribert (1913–2002), deutscher Maler und Graphiker
- Losert, Ingrid (* 1958), deutsche Florettfechterin
- Losert, Josef (1908–1993), österreichischer Fechter, österreichischer und deutscher Meister, Olympiateilnehmer
- Losert, Leo (1902–1982), österreichischer Ruderer
- Losert, Roland (* 1945), österreichischer Fechter
- Losert, Venio (* 1976), kroatischer Handballspieler
- Losert, Viktor (* 1952), österreichischer Mathematiker und Hochschulprofessor
- Loserth, Johann (1846–1936), österreichischer Historiker
- Løseth, Lene (* 1986), norwegische Skirennläuferin
- Løseth, Mona (* 1991), norwegische Skirennläuferin
- Løseth, Tonje (* 1991), norwegische Handballspielerin
- Losew, Emil (* 1955), bulgarischer Radrennfahrer
- Losey, Greg (1950–2002), US-amerikanischer Pentathlet
- Losey, Joseph (1909–1984), amerikanischer RegisseurJoseph Losey (1909–1984)

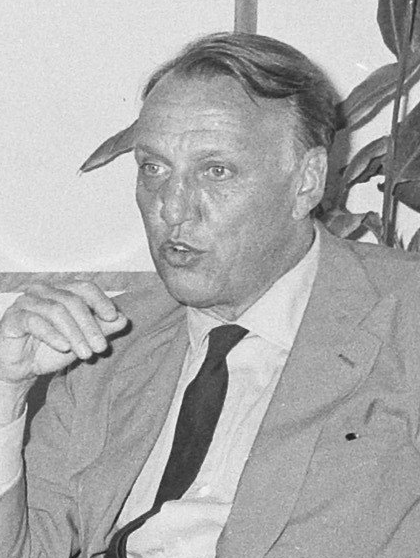
Joseph Losey (1909–1984)

### Losg
- Lösgen, Dieter (* 1942), deutscher Jiu-Jitsu-Lehrer und Präsident Korporation Internationaler Danträger und Deutscher Jiu Jitsu Bund

### Losh
- Losh, Hazel Marie (1898–1978), amerikanische Astronomin und Hochschullehrerin
- Losh, Sara († 1853), englische Architektin

### Losi
- Losi, Giacomo (1935–2024), italienischer Fußballspieler
- Losi, Giovanni (1838–1882), römisch-katholischer Ordenspriester
- Losi, Maurizio (* 1962), italienischer Ruderer
- Łosiak, Bartosz (* 1992), polnischer Beachvolleyballspieler
- Losick, Richard (* 1943), US-amerikanischer Molekular- und Zellbiologe
- Losier, Marie (* 1972), französische Filmemacherin und Kuratorin
- Losilla, Anthony (* 1986), französischer Fußballspieler
- Losina-Losinskaja, Agnija Sergejewna (1903–1958), sowjetische Botanikerin und Dendrologin
- Lösing, Sabine (* 1955), deutsche Politikerin (WASG, Die Linke), MdEP
- Losinger, Anton (* 1957), deutscher Geistlicher, römisch-katholischer Theologe, Bischof
- Losinger-Ferri, Jenny (1902–1993), Schweizer Malerin, Zeichnerin und Grafikerin
- Losino-Losinski, Gleb Jewgenjewitsch (1909–2001), sowjetischer Ingenieur
- Losinskaja, Olga Sergejewna (1909–1978), sowjetisch-ukrainische Architektin und Stadtplanerin
- Losinthal, Jan Anton Losy von (1600–1682), Inspektor über die Wein-, Salz- und Biereinkünfte sowie Herr von Tachau
- Losito, Alexandra (* 1972), deutsche Schauspielerin und Musicaldarstellerin
- Losito, Donatello (1940–2008), italienisch-deutscher Maler, Graphiker und Objektkünstler
- Losito, Luigi (1905–1992), italienischer Maler und Hochschulprofessor

### Losk
- Loskand, Rudolf (1924–2003), deutscher Politiker (SPD)
- Loskant, Hans (1915–1999), deutscher Mediziner
- Loskarn, Franz (1890–1978), deutscher Schauspieler und bayerischer Volksschauspieler
- Loske, Annika (* 1998), deutsche Kanutin
- Loske, Reinhard (* 1959), deutscher Politiker (Bündnis 90/Die Grünen), MdB und WissenschaftlerReinhard Loske (* 1959)

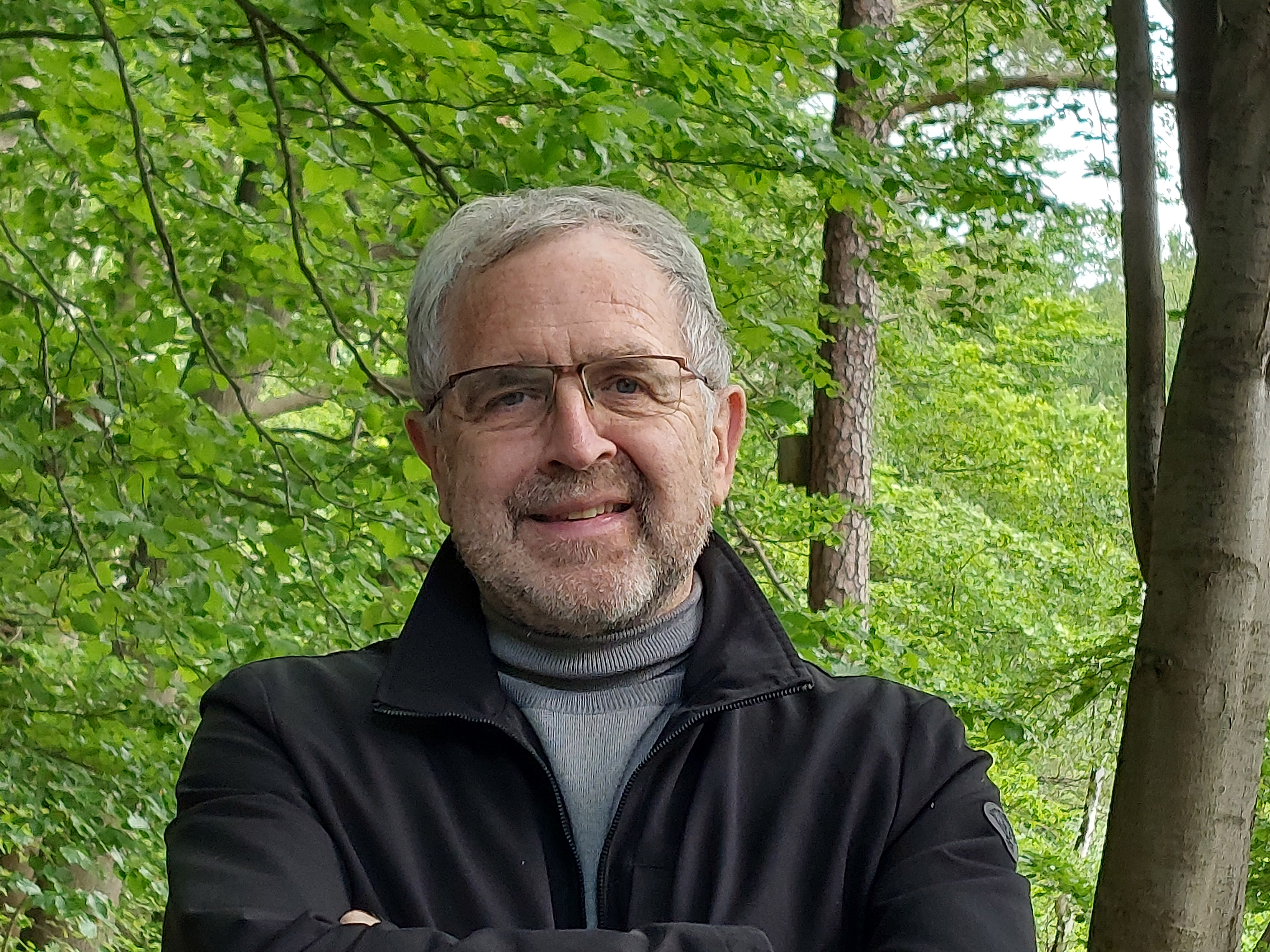
Reinhard Loske (* 1959)

- Lösken, Hans (1923–2004), deutscher Mediziner und Politiker (SPD), MdL
- Loskiel, Georg Heinrich (1740–1814), deutschbaltischer Prediger, Schriftsteller und Bischof der Herrnhuter Brüdergemeine
- Loskill, Peter (* 1984), deutscher Bioingenieur und Wissenschaftler
- Loskotová, Gabriela (* 1975), tschechische Triathletin
- Loskott, Herbert (1926–2021), österreichischer Komponist und Heimatforscher
- Loskova, Irina, deutsche Pianistin
- Loskow, Dmitri Wjatscheslawowitsch (* 1974), russischer Fußballspieler
- Loskutov, Pavel (* 1969), estnischer Langstreckenläufer
- Loskutow, Artjom Alexandrowitsch (* 1986), russischer Künstler

### Losl
- Löslein, Archangelus (1903–1982), deutscher Geistlicher, Kapuzinerpater und Begründer der katholischen Jugendfreizeiten am Buchschirm bei Hilders in der Rhön
- Löslein, Karl (1872–1922), deutscher Jurist und Bürgermeister

### Losm
- Losman, J. P. (* 1981), amerikanischer American-Football-Spieler
- Losmandy, B. J. (1925–2008), US-amerikanischer Filmtechnikpionier und Elektroingenieur
- Losmann, Carmen (* 1978), deutsche Regisseurin und DrehbuchautorinCarmen Losmann (* 1978)

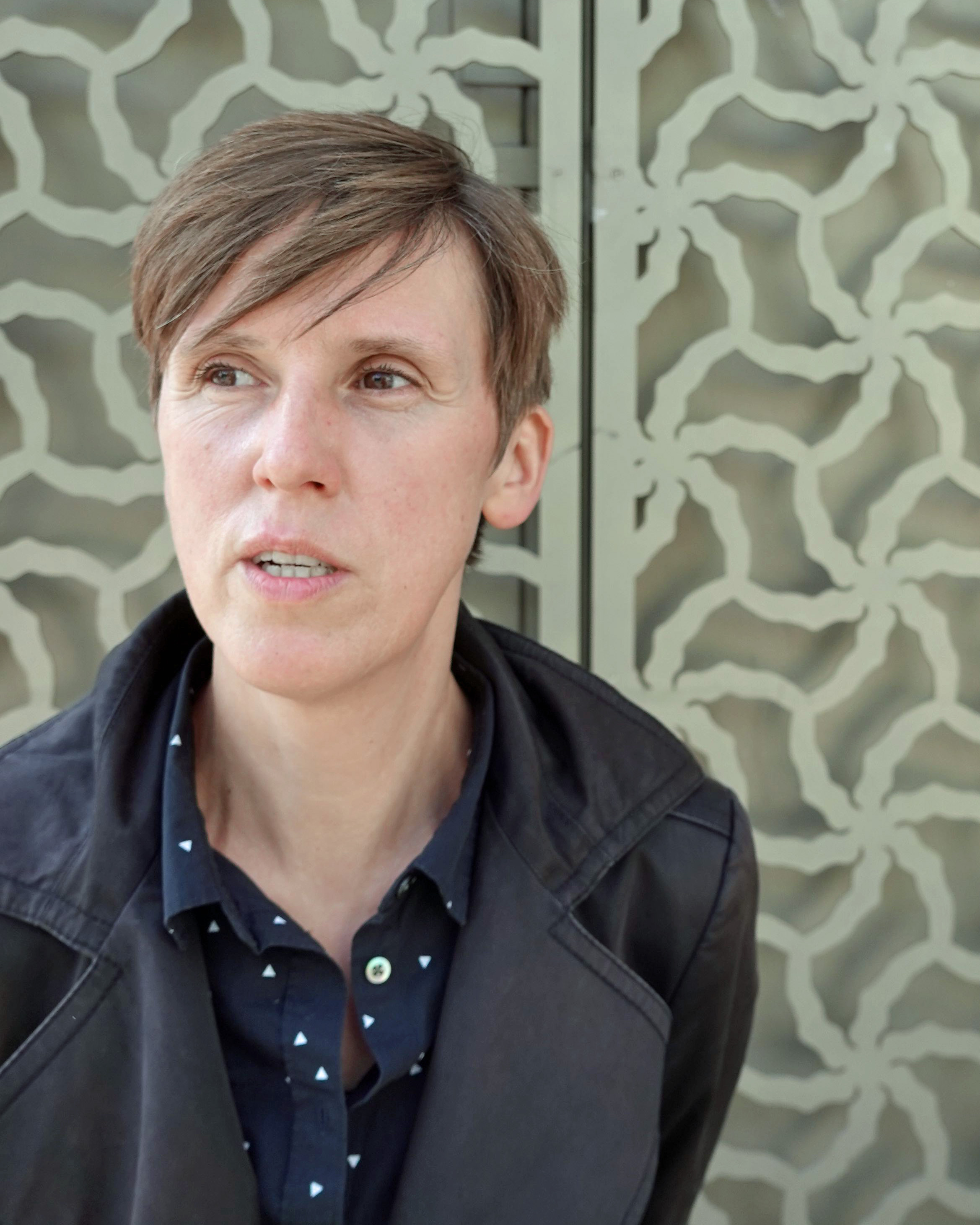
Carmen Losmann (* 1978)

### Loso
- Losó, Géza (* 1951), ungarischer Pianist und Musiklehrer
- Losonczi, Pál (1919–2005), ungarischer kommunistischer Politiker
- Losonczy, Andor (1932–2018), österreichischer Komponist und Pianist ungarischer Herkunft
- Losonczy, Dezső (1891–1950), ungarischer Dirigent, Komponist und Pianist
- Losos, Jonathan (* 1961), US-amerikanischer Evolutionsbiologe
- Losoul (* 1971), deutscher DJ und Musiker
- Losowski, Solomon Abramowitsch (1878–1952), sowjetischer Staats- und Gewerkschaftsfunktionär

### Losp
- Losper, Charles (* 1969), südafrikanischer Dartspieler
- Lospichl, Isabella von (* 1970), deutsche Kunstturnerin
- Lospichler, Johann Adam (1650–1721), oesterreichischer Mediziner, Oberarzt in Salzburg, Mitglied der Leopoldina

### Loss
- Loss, Carlos (* 1970), brasilianischer Beachvolleyballspieler
- Loß, Christian von (1697–1770), kurfürstlich-sächsischer Kabinettsminister und Wirklicher Geheimer Rat
- Loß, Christoph von (1545–1609), Hofmarschall, Geheimrat und Oberschenk am Hofe des sächsischen Kurfürsten
- Loß, Christoph von (1574–1620), Geheimer Rat und Hofmarschall am Hofe des sächsischen Kurfürsten
- Loss, Claudia (* 1972), deutsche Politikerin (SPD), MdHB
- Loss, Daniel (* 1958), Schweizer Physiker
- Loss, Giuseppe (1831–1880), Jurist, Botaniker und Alpinist
- Loß, Joachim von (1576–1633), Sohn von Christoph von Loß dem Älteren auf Pillnitz und Graupa (1545–1609) und dessen erster Frau Martha, geb
- Loss, Joe (1909–1990), britischer Musiker und Big-Band-Leiter
- Loß, Johann Adolph von (1690–1759), kurfürstlich-sächsischer Kabinettsminister und Geheimer Rat sowie Rittergutsbesitzer
- Loss, Michael (* 1954), Mathematiker und mathematischer Physiker
- Lossa, Ernst (1929–1944), deutscher Junge, Opfer des Nationalsozialismus
- Lossa, Johann Christian von (1692–1754), sächsischer Kaufmann und Unternehmer
- Lossaberidse, Ketewan (1949–2022), sowjetische bzw. georgische Bogenschützin und Mathematikerin
- Loßack, Dirk (* 1970), deutscher Schulleiter und Staatssekretär
- Lossainen, Fabian von († 1523), Fürstbischof von Ermland (1512–1523)
- Lossakewitsch, Jewgenija Wjatscheslawowna (1904–1995), sowjetische Schauspielerin und Synchronsprecherin
- Lossau, Constantin von (1767–1848), preußischer General der Infanterie, Militärtheoretiker
- Lossau, Fritz (1897–1987), deutscher Politiker (KPD/SPD)
- Lossau, Jens (* 1974), deutscher Autor von Romanen und Kurzgeschichten
- Lossau, Julia (* 1971), deutsche Geographin
- Lossau, Jürgen (* 1960), deutscher Fernsehproduzent, Redakteur, Autor und Journalist
- Lossau, Luisa (* 1989), deutsche Schauspielerin
- Lossau, Manfred (1934–2017), deutscher Altphilologe und Schriftsteller
- Lossau, Norbert (* 1959), deutscher Wissenschaftsjournalist
- Lossau, Norbert (* 1962), deutscher Bibliothekar
- Lossau, Vera (* 1976), deutsche Künstlerin
- Loßberg, Bernhard von (1802–1869), kurhessischer Generalleutnant
- Loßberg, Bernhard von (1899–1965), deutscher Offizier, zuletzt Generalmajor im Zweiten Weltkrieg
- Loßberg, Friedrich Wilhelm von (1720–1800), kurhessischer Generalleutnant
- Loßberg, Friedrich Wilhelm von (1776–1848), kurhessischer Generalleutnant und Kriegsminister
- Loßberg, Fritz von (1868–1942), deutscher General der Infanterie der ReichswehrFritz von Loßberg (1868–1942)

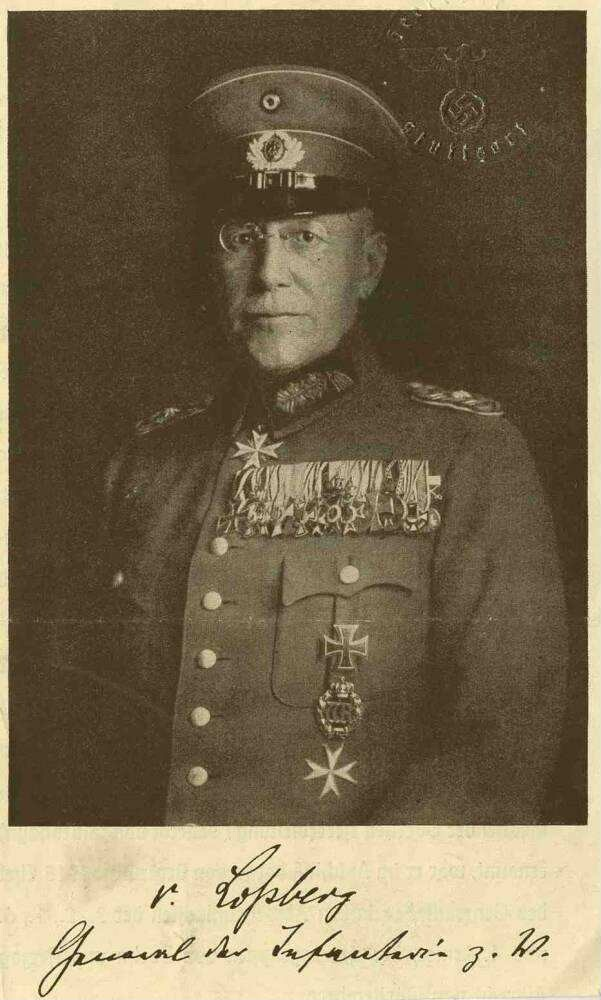
Fritz von Loßberg (1868–1942)

- Loßberg, Heinrich August von (1717–1793), kurhessischer Generalleutnant
- Loßberg, Heinrich von (1800–1886), deutscher Landrat
- Loßberg, Karl von (1804–1885), kurhessischer Generalleutnant
- Loßberg, Viktor von (1835–1903), preußischer Generalmajor
- Loßberg, Viktor von (1904–1983), deutscher Offizier (Luftwaffe der Wehrmacht und der Bundeswehr)
- Loßdörfer, Gerd (1943–2023), deutscher Leichtathlet
- Lossé, Émile, französischer Erfinder
- Losse, Heinz (1920–2003), deutscher Internist und Hochschullehrer
- Losse, Michael (1960–2023), deutscher Historiker, Kunsthistoriker, Autor, Burgen- und Festungsforscher
- Losse, Paul (1890–1962), deutscher Konzertsänger und Musikpädagoge
- Losse, Rudolf († 1364), Domdekan in Mainz, Notar und Kanzlist
- Losse-Müller, Thomas (* 1973), deutscher Politiker (SPD)Thomas Losse-Müller (* 1973)

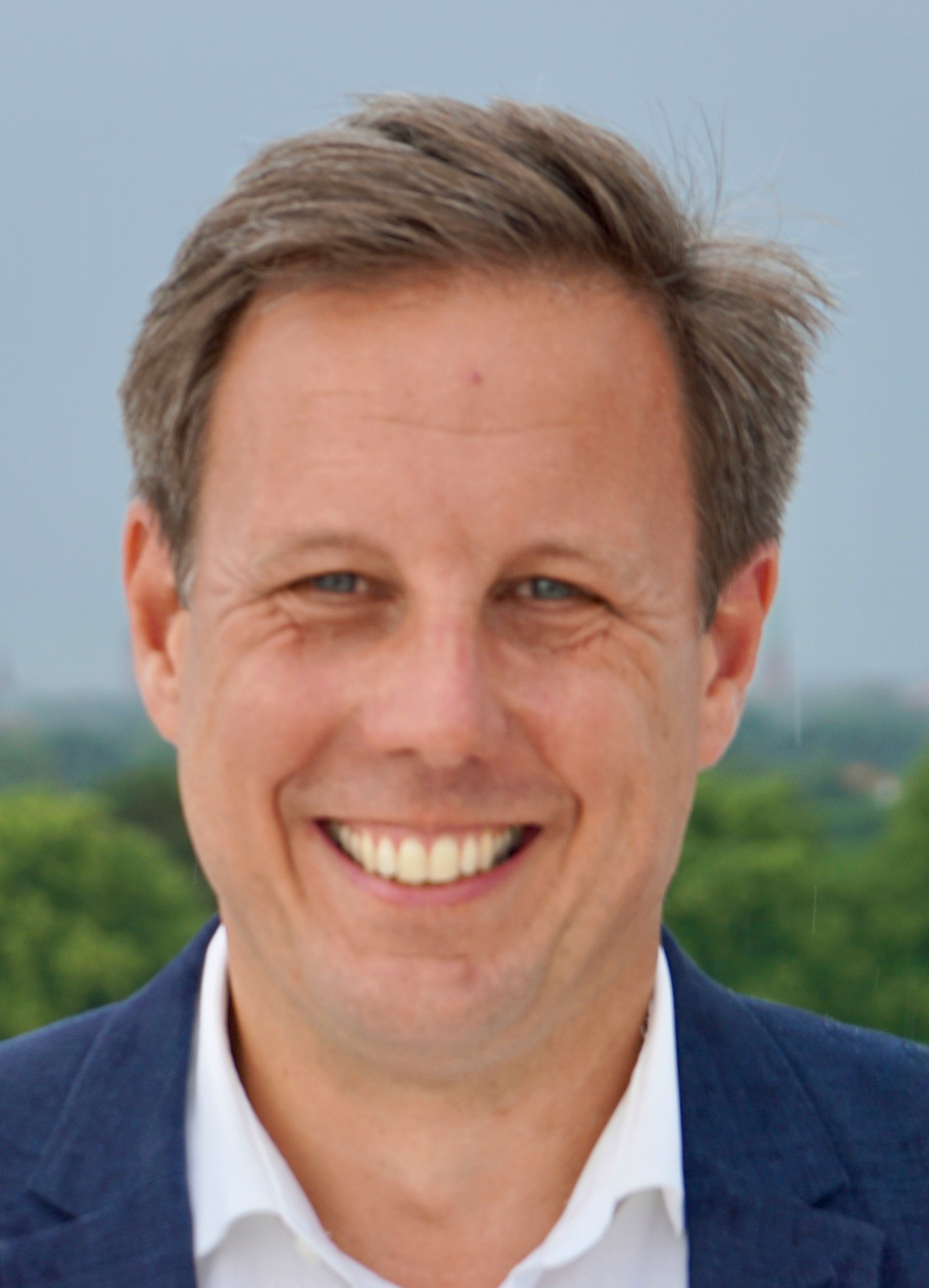
Thomas Losse-Müller (* 1973)

- Losseff, Mary (1907–1972), russische Operettensängerin (Sopran) und Schauspielerin
- Lossen, Anselm (1758–1821), deutscher Hüttenherr
- Lossen, Heinz (1893–1967), deutscher Mediziner und Röntgenologe
- Lossen, Joseph (1795–1866), Hüttenherr
- Lossen, Karl (1793–1861), Hüttenherr und Landtagsabgeordneter
- Lossen, Karl August (1841–1893), deutscher Geologe
- Lossen, Lina (1878–1959), deutsche Schauspielerin
- Lossen, Max (1842–1898), deutscher Historiker
- Lossen, Oskar (1887–1963), Inspekteur der Sonderpolizei in Münster und SS-Führer
- Lossen, Wilhelm (1838–1906), deutscher Chemiker
- Lossew, Alexei Fjodorowitsch (1893–1988), sowjetischer Philosoph
- Lossew, Anton Iwanowitsch (1765–1829), russischer Geodät, Architekt und Kartograf
- Lossew, Dmitri Fjodorowitsch (1956–2023), sowjetischer Schachspieler
- Lossew, Iwan (* 1986), ukrainischer Geher
- Lossew, Iwan Platonowitsch (1878–1963), sowjetisch-russischer Chemiker und Hochschullehrer
- Lossew, Oleg Wladimirowitsch (1903–1942), sowjetischer Hochfrequenztechniker
- Lossew, Wiktor Wassiljewitsch (* 1959), sowjetischer und russischer Fußballspieler und -trainer
- Lossewa, Jewdokija Iwanowna (1880–1936), russische Malerin und Sammlerin
- Lossewa, Olga Wladimirowna (* 1954), russische Musikwissenschaftlerin
- Lossie, Erich (1886–1944), deutscher Bildhauer
- Lossier, Jean-Georges (1911–2004), Schweizer Schriftsteller, Literaturkritiker und Soziologe
- Lossing, Russ (* 1960), US-amerikanischer Jazzpianist und Komponist
- Lossius, Jacob (1596–1663), deutscher lutherischer Theologe
- Lossius, Jeremias (1643–1684), deutscher Mediziner
- Lossius, Johann, westfälischer Generalquartiermeister und schwedischer Generalproviantmeister
- Lossius, Johann Christian (1743–1813), deutscher Philosoph
- Lossius, Johann Friedrich (1735–1796), deutscher Kartograph und Mathematiker in Weimar
- Lossius, Kaspar Friedrich (1753–1817), deutscher evangelischer Geistlicher, Pädagoge und Schriftsteller
- Lossius, Lucas (1508–1582), deutscher lutherischer Theologe und Hymnologe
- Lossius, Rudolph Christoph (1760–1819), deutscher lutherischer Theologe und Schriftsteller
- Losski, Nikolai Onufrijewitsch (1870–1965), russischer Philosoph, Theologe und Logiker
- Lossky, Vladimir (1903–1958), russisch-französischer Theologe
- Lössl, Claudia (* 1966), deutsche Schauspielerin und Synchronsprecherin
- Lössl, Claudia (1975–2015), deutsche Fantasyautorin
- Lössl, Franz Xaver (1801–1885), österreichischer Architekt
- Lössl, Friedrich von (1817–1907), deutsch-österreichischer Ingenieur, Pionier des Eisenbahnstreckenbaus in Bayern und in Österreich, Erfinder des autodynamischen Uhrensystems
- Lößl, Hans Georg (* 1940), deutscher evangelischer Theologe
- Lössl, Jonas (* 1989), dänischer Fußballspieler
- Lössl, Josef (* 1964), deutscher römisch-katholischer Theologe
- Lössl, Rudolf (1872–1915), österreichisch-böhmischer Germanist und Politiker
- Lossmann, Arve, dänischer Badmintonspieler
- Loßmann, Hans-Wilhelm (* 1936), deutscher Fußballtrainer
- Loßmann, Julius (1882–1957), deutscher Politiker (SPD) und Bürgermeister der Stadt Nürnberg
- Lossmann, Jüri (1891–1984), estnischer Leichtathlet
- Lößner, Bernd (1943–2014), deutscher Pharmakologe und Toxikologe
- Loßnitzer, August Julius (1831–1913), deutscher Jurist
- Lößnitzer, Ernst (1852–1928), deutscher Koch
- Loßnitzer, Heinz (1904–1964), deutscher Meteorologe
- Lossos, Wilhelm (1915–1989), deutscher Richter und Präsident des Bayerischen Verfassungsgerichtshofes
- Lõssov, Joann (1921–2000), sowjetischer Basketballspieler und -trainer
- Lossow, Adolf von (1840–1927), bayerischer Generalmajor
- Lossow, Armin von (1876–1945), deutscher Landrat
- Lossow, Arnold Hermann (1805–1874), deutscher Bildhauer
- Lossow, Arthur (1849–1943), deutscher Kommerzienrat, Kaufmann und Textilunternehmer
- Lossow, Carl (1835–1861), deutscher Historienmaler
- Lossow, Daniel Friedrich von (1721–1783), preußischer Generalleutnant, Regimentschef
- Lossow, Franz Günter (1925–1975), deutscher Bildhauer
- Lossow, Friedrich (1837–1872), deutscher Maler und Zeichner
- Lossow, Hans von (1523–1605), deutscher Komtur
- Lossow, Heinrich (1843–1897), deutscher Genremaler und Zeichner
- Lossow, Hubertus (1911–2011), deutscher Kunsthistoriker
- Lossow, Ludwig von (1836–1904), sächsischer Generalmajor
- Lossow, Matthias Ludwig von (1717–1783), preußischer Generalleutnant und Chef des Infanterie-Regiments Nr. 41
- Lossow, Max (1856–1924), deutscher Verwaltungsjurist und sächsischer Regierungsbeamter
- Lossow, Otto von (1868–1938), deutscher Generalleutnant
- Lossow, Paul von (1865–1936), deutscher Ingenieur und Hochschullehrer
- Lossow, Wilhelm von (1892–1975), deutscher Marineoffizier und Journalist
- Lossow, William (1852–1914), deutscher Architekt

### Lost
- Lost Frequencies (* 1993), belgischer DJ und ProduzentLost Frequencies (* 1993)

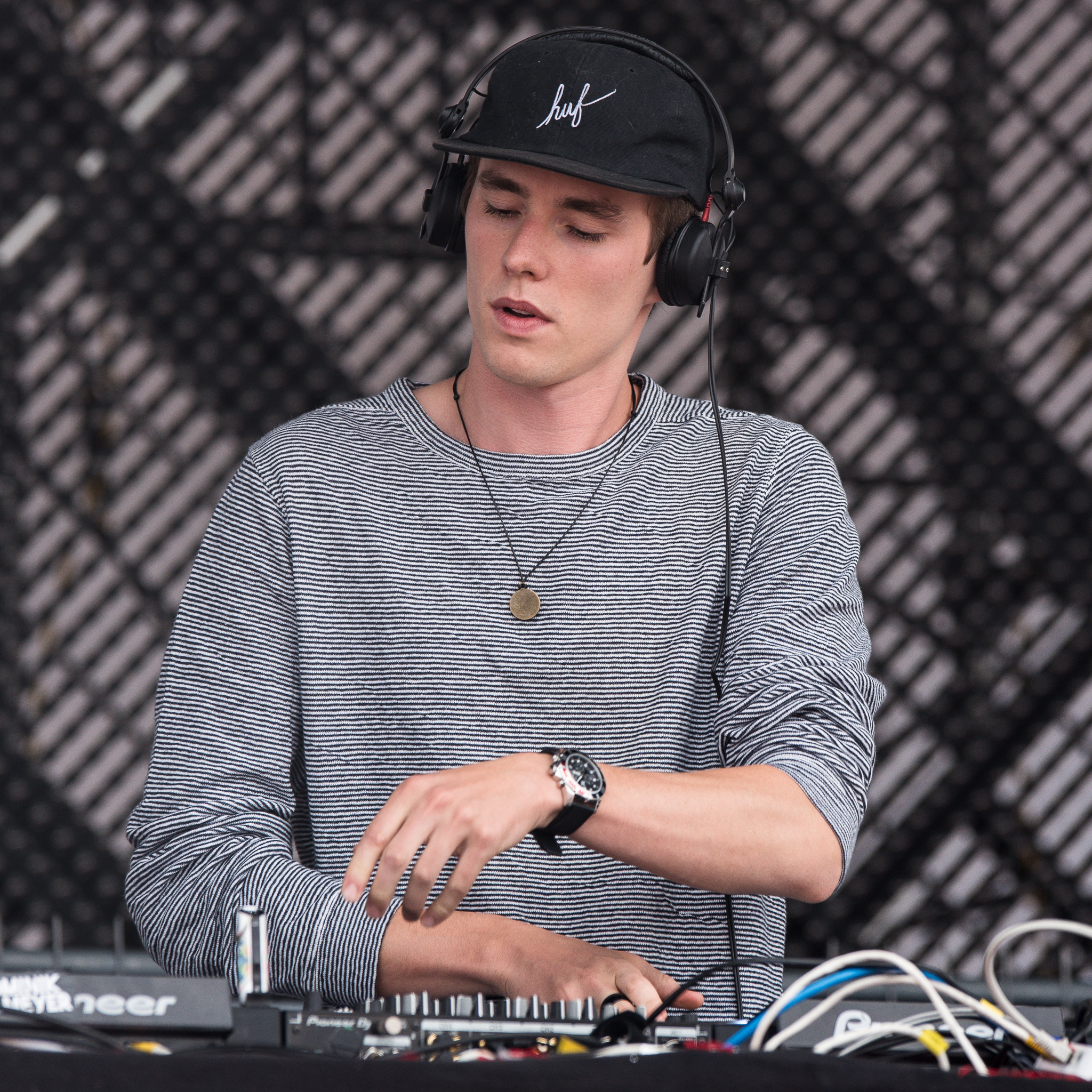
Lost Frequencies (* 1993)

- Lost, Uwe (* 1949), deutscher Bassist, Produzent, Akkordeonist und Komponist
- Lostanau, Claudio (1939–2016), peruanischer Fußballspieler und -trainer
- L’Ostange, Charles de († 1704), kurfürstlich brandenburgischer Generalmajor und Chef des Kürassierregiments Nr. 6
- Lostanges, Arnaud-Louis-Charles-Rose de (1759–1836), französischer Seeoffizier
- Lostanges, Henri de (1755–1807), französischer General
- Loste, Hervé (1926–1994), französischer Politiker, Mitglied der Nationalversammlung
- Loste, Konrad († 1503), Jurist und römisch-katholischer Bischof des Bistums Schwerin
- Loste, Patrick (* 1955), französischer Maler und Graphiker
- Losten, Basil Harry (1930–2024), US-amerikanischer Geistlicher, ukrainisch griechisch-katholischer Bischof von Stamford
- Losthin, Michael Heinrich von (1762–1839), preußischer Generalleutnant

### Losu
- Losurdo, Domenico (1941–2018), italienischer Publizist und PhilosophDomenico Losurdo (1941–2018)

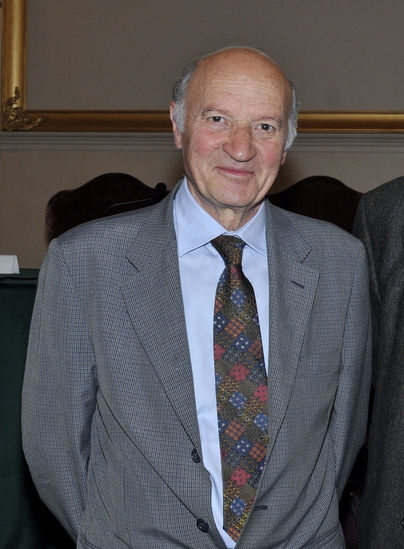
Domenico Losurdo (1941–2018)

### Losy
- Losy von Losinthal, Adam Philipp (1705–1781), österreichischer Staatsmann, Hofbaudirektor und Musiker
- Losy von Losinthal, Johann Anton († 1721), böhmischer Komponist und Lautenist
- Losynskyj, Mychajlo (1880–1937), ukrainischer Politiker, Diplomat, Schriftsteller, Übersetzer, Rechtsanwalt, Biograf, Literaturkritiker und Theaterkritiker
- Losynskyj, Wassyl (* 1982), ukrainischer Lyriker, Übersetzer, Essayist und Kurator
- Lošys, Mindaugas (* 1939), litauischer Richter